# クラスター・オブ・エクセレンス「グローバルな文脈におけるアジアとヨーロッパ」
クラスター・オブ・エクセレンス グローバルな文脈におけるアジアとヨーロッパ: 文化の流れにおける非対称性の変遷（英語: Cluster of Excellence "Asia and Europe in a Global Context"、公用語表記: Exzellenzcluster "Asien und Europa im globalen Kontext"）は、ハイデルベルクに本部を置くドイツの国立大学。2007年10月創立、2007年10月大学設置。
クラスター・オブ・エクセレンス「グローバルな文脈におけるアジアとヨーロッパ：文化の流れにおける非対称性の変遷」はドイツ、ハイデルベルク大学で200名程度の研究者が参加して行われている人文・社会科学分野における学際的な共同研究事業である。

## 概観
クラスターはドイツ連邦および州政府によるエクセレンス・イニシアティブの一環として2007年10月にスタートした。 200名程度の研究者がアジア・ヨーロッパ間、およびアジア内での文化交流のダイナミズムについて研究している。とくに、文化、社会、政治の交流にみられる移ろいゆく非対称な関係とそうした非対称な関係の知覚が生み出す力について分析している。
クラスターの目的はとくにトランスカルチュラルな相互行為を重視する文化研究のために研究方法と制度基盤を開発することである。アジアとヨーロッパの過去と現在の事例研究を通じて、メディア、モノ、人間等が媒介する、概念、制度、実践にかかわる文化の流れを調査している。
クラスターの本部はドイツ、ハイデルベルク大学のカール・ヤスパース記念トランスカルチュラル高等研究センターにあり、支部がインド、ニューデリーにある。クラスターを運営しているのはマデレン・ヘレン・エシュ（近代史）、アクセル・ミヒャエルス（古典インド学）、ルドルフ・Ｇ・ワグナー（中国学）である。

## 研究
クラスターの７０以上におよぶ研究プロジェクトは「ガバナンスと行政」、「公共圏」、「健康と環境」、「歴史と遺産」の４つの研究領域に分けられている。新たに設置された仏教学、文化経済史、グローバル美術史、思想史、映像・メディア人類学の５つの教授職はそれぞれの研究のトランスカルチュラルな特性を活かして専門知識の深化に貢献している。
「ハイデルベルク・リサーチ・アーキテクチャ」はトランスカルチュラルな関係をトレースし、分析するためのメタデータ・フレームワークを提供している。
研究成果は国際学術誌および叢書のかたちで公刊されている。トランスカルチュラルな視野からの研究の中心とするために、クラスターは2つの叢書「トランスカルチュラル・リサーチ：グローバルな文脈におけるアジアとヨーロッパ研究：ハイデルベルク叢書」と「ハイデルベルク・トランスカルチュラル研究」、 および電子ジャーナル『トランスカルチュラル研究』の刊行を開始した。 これらはすべて査読付きである。

## 教育

### トランスカルチュラル研究の修士課程（MATS）
学生対象の事業として、クラスターはハイデルベルク大学にトランスカルチュラル研究のための修士課程を新規に開講した。この課程の授業は英語で行われている。
専門は3つの主な分野から選べられる。
（１）社会、経済、ガバナンス
（２）知識、信仰、信教
（３）ビジュアル、メディア、物質的文化
また、トランスカルチュラル研究のための大学院プログラムでは博士課程向けのコースを提供している。

#### 京都大学・ハイデルベルク大学トランスカルチュラル研究センターの連携におけるジョイント・ディグリー
MATSの一部としてトランスカルチュラル研究センターは2018年4月より京都大学と連携してトランスカルチュラル研究のジョイント・ディグリー修士課程（JDTS）を開始する。JDTSに在学する学生たちはハイデルベルク大学トランスカルチュラル研究センターか京都大学のいずれに所属し、2年間の研究において向こうの大学に留学する。修了したとき、各大学の学位を授与されるため、JDTSはダブル・ディグリー（複数学位）とも呼ばれる。

## 留学
カール・ヤスパース・センターは様々な大学と連携して大学生・大学院生に交換留学の機会を提供する。2017年冬学期よりイェール大学と1学期ないしは1年の留学制度を立ち上げた。その他、日本の京都大学と東京大学、インドのハイデラバード大学、そして韓国のソウル大学校と留学プログラムを成立した。